# Unterseeboot UC-41
Pour les autres navires du même nom, voir Unterseeboot 41.
L'Unterseeboot UC-41 est un sous-marin (U-Boot) mouilleur de mines allemand de type UC II utilisé par la Kaiserliche Marine pendant la Première Guerre mondiale. Le U-boot a été commandé le 20 novembre 1915 et lancé le 13 septembre 1916. Il a été mis en service dans la marine impériale allemande le 11 octobre 1916 sous le nom de UC-41. Au cours d’une carrière de neuf mois comprenant sept patrouilles, l'UC-41 a coulé 18 navires totalisant 19 475 tonneaux de jauge brute, soit par ses torpilles, soit par les mines qu’il a mouillées. L’écrivain David Masters a attribué à l'UC-41 le naufrage de deux minuscules navires de pêche, le Nelson et l'Ethel & Millie, lors d’un engagement le 15 août 1917. Cependant, il s’agissait en fait du UC-63, dont le journal de bord a enregistré l’événement.
L'UC-41 a été perdu le 21 août 1917 après avoir subi une explosion interne inexpliquée de l’une de ses mines qui l’a forcé à remonter soudainement à la surface dans l’estuaire du Tay, où il a été repéré par des chalutiers de la marine britannique et coulé à coups de charges de profondeur, tuant les 27 marins allemands et peut-être sept prisonniers de guerre britanniques. Son épave a été redécouverte en 2003.

## Conception
Sous-marin de type UC II, l'UC-41 avait un déplacement de 400 tonnes en surface et de 480 tonnes en plongée. Il avait une longueur hors tout de 49,45 m, un maître-bau de 5,22 m et un tirant d'eau de 3,68 m. Le sous-marin était propulsé par deux moteurs diesel 6 cylindres à quatre temps produisant chacun 260 ch (190 kW), soit un total de 520 ch (380 kW), et par deux moteurs électriques produisant 460 ch (340 kW), actionnant deux arbres d'hélice.
Le sous-marin avait une vitesse maximale de 11,7 nœuds (21,7 km/h) en surface et de 6,7 nœuds (12,4 km/h) en immersion. Son autonomie était de 9410 milles marins (17430 km) à 7 nœuds (13 km/h) en surface, et de 60 milles marins (110 km) à 4 nœuds (7,4 km/h) en immersion. Il lui fallait 48 secondes pour plonger, et il était capable d’opérer à une profondeur maximale de 50 mètres.
L'UC-41 était équipé de trois tubes lance-torpilles de 500 mm, un à l’arrière et deux à l’avant, avec sept torpilles, et d’un canon de pont de 8,8 cm SK L/30. Mais son arme principale était ses six puits de mine de 1000 mm portant dix-huit mines UC 200. Son effectif était de vingt-six membres d’équipage.

## Affectations
- I Flottille : du 18 décembre 1916 au 21 août 1917

## Commandants
- Kapitänleutnant Kurt Bernis : du 11 octobre 1916 au 4 août 1917
- Oberleutnant zur See Hans Förste : du 5 au 21 août 1917

## Navires coulés
| Date            | Nom             | Nationalité    | Tonnage | Destin    |
| --------------- | --------------- | -------------- | ------- | --------- |
| 1 mars 1917     | Tillycorthie    | United Kingdom | 382     | Coulé     |
| 1 mars 1917     | Orion           | Norvège        | 1354    | Coulé     |
| 3 mars 1917     | Elfi            | Norvège        | 1120    | Endommagé |
| 3 mars 1917     | Ring            | Norvège        | 998     | Coulé     |
| 13 avril 1917   | Breadalbane     | United Kingdom | 112     | Endommagé |
| 13 avril 1917   | Stork           | United Kingdom | 152     | Coulé     |
| 16 avril 1917   | Lord Chancellor | United Kingdom | 135     | Coulé     |
| 17 avril 1917   | U.s.a.          | United Kingdom | 182     | Coulé     |
| 18 avril 1917   | John S. Boyle   | United Kingdom | 143     | Coulé     |
| 18 avril 1917   | Rameses         | United Kingdom | 155     | Coulé     |
| 20 avril 1917   | Ballochbuie     | United Kingdom | 921     | Coulé     |
| 20 avril 1917   | HMT Othonna     | Royal Navy     | 180     | Coulé     |
| 20 avril 1917   | Ringholm        | Norvège        | 705     | Coulé     |
| 22 avril 1917   | Godø            | Norvège        | 870     | Coulé     |
| 23 avril 1917   | Stegg           | Norvège        | 463     | Coulé     |
| 26 avril 1917   | HMT Repro       | Royal Navy     | 230     | Coulé     |
| 11 juin 1917    | Breid           | Norvège        | 1062    | Coulé     |
| 16 juillet 1917 | Valentia        | United Kingdom | 3242    | Coulé     |
| 25 juillet 1917 | Oakleaf         | United Kingdom | 8106    | Coulé     |
| 22 août 1917    | HMT Sophron     | Royal Navy     | 195     | Coulé     |